# Torill Kove
Torill Kove (ur. 25 maja 1958 w Hamar) – norweska reżyserka i scenarzystka, twórczyni filmów animowanych. Od 1982 mieszka na stałe w Montrealu.
Była po raz pierwszy nominowana do Oscara za najlepszy krótkometrażowy film animowany za film Moja babcia prasowała królewskie koszule (1999). Zdobyła statuetkę w tej kategorii za animację Duński poeta (2006). Swoją trzecią nominację otrzymała za Ja i mój rower (2014).

## Filmografia
- 1999: Moja babcia prasowała królewskie koszule (My Grandmother Ironed the King’s Shirts) - scenariusz, reżyseria, animacja
- 2006: Duński poeta (The Danish Poet) - scenariusz, reżyseria, animacja
- 2013: Hokus-pokus, Albercie Albertsonie (Hokus pokus Albert Åberg) - reżyseria
- 2014: Ja i mój rower (Me and My Moulton) - scenariusz, reżyseria, animacja
- 2018: Więzi (Tråder) - scenariusz, reżyseria